# Christelle Enguix
Christelle Enguix Morant (París, 11 de novembre de 1971), és una poeta valenciana que viu i treballa a Arenys de Mar des de 2013.
Tot i que els primers anys de vida va residir a París, la infància i la joventut les va passar a la Safor, la terra dels pares. Va estudiar i es va diplomar en Relacions Laborals a la Universitat de València.
Començà la seua trajectoria com a escriptora els anys noranta, triant el gènere literari de la poesia, i fou una de les fundadores de l'Associació de Joves Escriptors en Llengua Catalana del País Valencià i del grup d’escriptors Saforíssims Societat Literària.

## Obres
Ha publicat diversos llibres de poemes:
- L'arbre roig, Brosquil. 2007,[8] guanyador del XXVI Certamen de Poesia “Ciutat de Benicarló” 2006.[3][5]
- El cor del minotaure, Tres i quatre, 2009.[9] guanyadora del XXVIIIè Premi de Poesía Senyoriu d'Ausiàs March

- Arribada, Editorial Terrícola, 2014.[10]

- Tot el blat, Godall Edicions, 2016.[11]

També ha participat en les antologies poètiques :
- Dones poetes de la Maresma (Voliana, 2021)
- La necesidad y la esperanza (Libros del Aire, 2015)[12]

- Els déus no abandonen Antoni (Onada Edicions, 2015)[13]
- Sexduïts (Bromera, 2014)[14]
- Donzelles de l'any 2000. Antologia de dones poetes dels Països Catalans (Editorial Mediterrània, 2013).[15]
- Tibar l'arc. Una mirada a la poesia valenciana actual (Tria Llibres, 2012)[16]

- For sale, 50 veus de la terra (Edicions 96, 2010)

Els seus poemes han estat traduïts al romanès, al portuguès i al castellà.

## Premis
A més, abans del XXII Certamen de Poesia "Ciutat de Benicarló" 2006, Christelle havia guanyat un premi en el certamen "Solstici d'Estiu" de Manises i havia publicat un recull de poemes titulat "Com l'aigua de la nit dins d'una rosa amarga ", a l'antologia "Lletra Valenciana. Antologia de Joves escriptors valencians el 1994." Més tard, el 2008, va guanyar el premi de poesia "Senyoriu Ausiàs March" per la seva obra El cor de minotaure.
És una de les fundadores del grup d'escriptors Saforíssims Societat Literària.